# زبان‌های بهیل
زبان‌های بهیل گروهی از زبان‌های هندوآریایی وابسته به شاخهٔ باختری این زبان‌ها می‌باشند. این زبان از سوی مردمان بهیل -که بالغ بر شش میلیون تن‌اند و در غرب، مرکز و حتی خاور هند می‌زیند- تکلم‌می‌گردند.